# Bełdno
Bełdno – wieś w Polsce położona w województwie małopolskim, w powiecie bocheńskim, w gminie Żegocina.
Wieś Bedlna położona w końcu XVI wieku w powiecie szczyrzyckim województwa krakowskiego była własnością klasztoru kanoników regularnych w Trzcianie. W latach 1975–1998 miejscowość administracyjnie należała do województwa tarnowskiego. Integralne części miejscowości: Granice, Mrowcówka, Podlas, Połom, Siandajówka.

## Położenie
Pod względem geograficznym Bełdno znajduje się na Pogórzu Wiśnickim, u północnych podnóży Kamionnej należącej do Beskidu Wyspowego.

## Historia
Wieś Bełdno (dawniej znane jako Belne prawdopodobnie od włoskiego słowa "bella" czyli piękna). Została ona lokowana w roku 1398 na prawie niemieckim. Była własnością Klasztoru Kanoników św. Marka z Trzciany Libichowej. W czasie I wojny światowej – jak opowiadają mieszkańcy – kwaterowały tu polskie legiony uczestniczące w operacji limanowsko–łapanowskiej.

## Zabytki
- Budynek dawnej szkoły w Bełdnie został wybudowany jeszcze przed I wojną światową. Na początku XXI wieku działalność szkoły została zawieszona ze względu na małą liczbę dzieci. Prowadzi do niej droga gminna od centrum Bełdna.
- Kapliczka z figurą Najświętszej Maryi Niepokalanie Poczętej z 1955 roku. Ufundował ją Aleksander Kołodziejczyk – mieszkaniec Bełdna. Jego żona Felicja znalazła statuę Maryi Panny w holu dworca kolejowego w Krakowie. Kapliczka zwieńczona jest krzyżem z wizerunkiem Jezusa Chrystusa. Na dole inskrypcja: Matko Nieustającej Pomocy miej nas w swej opiece, a niżej na tablicy druga inskrypcja: O Matko w ten czas pogromu nadzieją byłaś i wiarą. Zabłąkanych wiodłaś do domu Zwycięstwa poiłaś nas czarą.
- Kapliczka na stodole rodziny Kusków. W zdobionej szafce, krzyż znaleziony w dziupli drzewa ściętego w okolicy domu Katarzyny i Władysława Jachymczaków, ukryty prawdopodobnie przez oddziały gen. Józefa Piłsudskiego.[potrzebny przypis]